# Megan Meier
Megan Taylor Meier Laherty (O'Fallon, 6 de novembre de 1992 - Dardenne Prairie, 17 d'octubre del 2006) va ser una adolescent nord-americana que es va suïcidar penjant-se, tres setmanes abans del seu catorzè aniversari. Va ser víctima de Lori Drew (veïna de la seva casa i mare d'una examiga), qui va admetre haver creat un compte en MySpace amb altres adults, que es van fer passar per un noi de 16 anys per assetjar a la nena. En 2009, Lori Drew va ser absolta.

## Antecedents
Megan Meier va néixer a O'Fallon (Missouri), filla de Christina Laherty i Ronald Meier. Durant la seva infància va viure a la rodalia de Dardenne Prairie (Missouri), amb els seus pares i la seva germana Allison.
Des del tercer grau de l'escola primària, a Megan se li va diagnosticar un trastorn per dèficit d'atenció i depressió a causa que creia tenir sobrepès.
Des de llavors estava sota la cura d'un psiquiatre. Se li va medicar citalopram, metilfenidat i ziprasidona.
Els seus pares la van descriure com una nena que gaudia de passar el temps amb les seves amigues i la seva família.
Meier va assistir a l'escola pública Fort Zumwalt, incloent l'Escola Primària Ostmann i Fort Zumwalt West Middle School a la rodalia d'O'Fallon. Per al vuitè grau, els seus pares la van matricular a l'escola catòlica Immaculate Conception, en Dardenne Prairie.
Al moment de l'incident, les cases de Drew i Meier eren veïnes, ja que vivien a quatre cases de distància.
El compte a través de la qual es va dur a terme el ciberassetjament suposadament pertanyia a un home de 16 anys anomenat «Josh Evans». No obstant això, Lori Drew, la mare d'una examiga de Meier, va admetre més tard la creació del compte de MySpace amb la seva filla i Ashley Grills, la seva empleada de 18 anys. Diverses persones van contribuir en l'ús del compte fals, incloent a Drew. Els testimonis van declarar que les dones van intentar utilitzar els correus de Megan Meier amb «Josh» per obtenir informació sobre ella i després humiliar-la, en represàlia per una suposada difusió de rumors que Megan va fer contra la filla de Drew.

## Mort
Poc després de l'obertura del compte en MySpace, Meier va rebre un missatge suposadament d'un nin de 16 anys, Josh Evans, però era en realitat enviat per Lori Drew utilitzant un compte fals. Meier i «Josh» es van fer amics en línia, però mai van parlar ni es van conèixer en persona. Meier pensava que era atractiu. Meier va començar a intercanviar missatges amb aquesta persona. Aquesta persona falsa, «Josh», va afirmar que acabava de mudar-se a la propera ciutat d'O'Fallon, estava estudiant a la seva pròpia casa, i encara no tenia número de telèfon.
El dilluns 16 d'octubre de 2006, el to dels missatges va canviar. Els últims intercanvis de missatges es van fer a través del Messenger d'AOL en comptes de Myspace. Missatges com el següent van ser publicats al compte de MySpace:
| «                          | No se si vull continuar sent el teu amic perquè he escoltat que no ets massa bona amb els teus amics. | I don't know if I want to be friends with you anymore because I've heard that you are not very nice to your friends. | » |
| — «Josh Evans» (Lori Drew) | | |   |

Li va enviar missatges similars, i va compartir algunes de les respostes de Megan amb altres persones, i van acabar publicades en Internet. El darrer missatge de Josh Evans deia:
| «                          | Tothom a O'Fallon sap qui ets. Ets una persona dolenta i tothom t'odia. Que la resta de sa teva vida sigui una merda. El món seria un lloc millor sense tu. | Everybody in O'Fallon knows who you are. You are a bad person and everybody hates you. Have a shitty rest of your life. The world would be a better place without you. | » |
| — «Josh Evans» (Lori Drew) | | |   |

Meier li va respondre:
| «             | Tu ets sa classe d'al·lot pel qual una al·lota se mataria. | You’re the kind of boy a girl would kill herself over | » |
| — Megan Meier |                                                            |                                                       |   |

Megan es va penjar dins de l'armari del dormitori i va ser trobada 20 minuts més tard. Malgrat els intents de reanimar-la, va ser declarada morta.

## Reaccions
Quan la història de Megan Meier va aparèixer per primera vegada en el diari St. Charles Journal, els lectors estaven preocupats pels delinqüents adults (encara desconeguts públicament) que estaven implicats en el frau.
Més tard, el públic es va mostrar indignat per la decisió del diari Suburban Journals de Sant Luis (Missouri) de no imprimir el nom dels delinqüents adults. En una entrevista, el periodista va declarar que els noms no s'havien publicat per protegir a un fill menor de la família Drew.
No obstant això, diversos blogueros ràpidament van descobrir la identitat de l'autora principal, Lori Drew, en consultar les minutes del cas judicial.
Els mitjans de comunicació immediatament van revelar el nom de Lori Drew i la seva fotografia.
En una conferència de premsa el dilluns 3 de desembre de 2007, Jack Banas, el fiscal del comtat de Saint Charles, va dir que qui havia escrit la majoria dels últims missatges de «Josh Evans» a Megan Meier ―especialment el missatge final― havia estat Ashley Grills (de 18 anys, empleada temporal de Lori Drew).
Jack Banas va dir que era conscient de la indignació nacional contra Drews, que es va originar en Internet en resposta a l'article de Steve Pokin en el diari d'O'Fallon.
En pocs dies es van publicar en diversos llocs d'Internet les adrecis postals de la casa, el treball, i els nombres de telèfons cel·lulars de Lori Drew, i fotos aèries de la seva casa. La propietat de Lori Drew també va ser objecte de vandalismes. Jack Banas va dir que algunes d'aquestes accions en contra de Lori Drew podrien constituir un assetjament d'Internet.
Perquè no podem jutjar a algú que certament no pot justificar la violació de la llei ―va dir Jack Banas―. Vivim en aquest país per l'imperi de la llei. Va descriure Lori Drew com a "molesta, prudent i vigilància", quan la va entrevistar. Jack Banas va dir que la senyora Drew es va sentir «terrible» per la mort de Meier.
El 24 de novembre de 2007 es va dur a terme una vigília de veles en record de Megan Meier. La multitud reunida en una propera platja d'estacionament van passar en silenci per davant de les cases de Megan Meier i de Lori Drews. Un petit tros de terra adjacent a la casa de Lori Drew va ser l'escenari de records d'amics de Megan Meier.
El cas ha causat diverses jurisdiccions per promulgar o l'existència d'una legislació que prohibeixi l'assetjament a través d'Internet. La Junta de Regidors de la Ciutat de Dardenne Prairie, va aprovar una ordenança el 22 de novembre de 2007, en resposta a l'incident.
L'ordenança prohibeix l'assetjament que utilitza un mitjà electrònic, inclosa la Internet, serveis de missatgeria de text, cercapersones, i dispositius similars. Violacions de l'ordenança es consideren delictes menors, amb multes de fins a 500$ i un màxim de 90 dies de presó. La ciutat de Florissant (Missouri) també va aprovar una llei contra l'assetjament cibernètic, amb altres municipis, comtats i estats de compte següent joc. L'estat de Missouri és revisar les seves lleis sobre l'assetjament en resposta al cas, actualitzar-los per cobrir l'assetjament a través de computadores i el telèfon mòbil de missatgeria, i la creació d'un nou delicte per cobrir els adults de 21 i més assetjament als nens menors de 18 anys. La nova legislació va entrar en vigor el 28 d'agost de 2008. El projecte de llei va ser una reacció a la incapacitat de la policia de Missouri per processar integralment Lori Drew d'assetjament cibernètic i l'assetjament per ordinador.
D'acord amb el diari Saint Louis Daily Record, el llenguatge «nou amplia la definició del delicte d'assetjament d'incloure a gratcient intimidar o causar angoixa emocional de manera anònima, ja sigui per telèfon o electrònicament, o causar angoixa a un nen». Així mateix, «augmenta la pena per l'assetjament d'un delicte menor a un delicte greu, la realització de fins a quatre anys de presó, si és comès per un adult en contra d'algú 17 anys o menys, o si el delinqüent ha estat prèviament condemnat per assetjament». Aquest és un dels ciberacoso primera integral i l'assetjament cibernètic lleis estatals que protegeix als nens i adults contra l'assetjament en llocs de xarxes socials. El projecte de llei és una reacció a l'acomiadament caso de Lori Drew i el governador Matt Blunt, el polític que va signar la llei en estats efecte, «[Missouri] necessita lleis estrictes per protegir els seus fills». Un projecte de llei va ser presentat al Congrés número 111 el 2 d'abril de 2009 com HR 1966. Ambdues càmeres de la Legislatura de l'Estat de Missouri van votar per unanimitat el 15 de maig de 2008 per tipificar com a delicte l'ús de la Internet per assetjar a algú, la llei vigent es va ampliar la prohibició abusiva «la comunicació per qualsevol mitjà...» i és coneguda com a Llei de Megan (que no s'ha de confondre amb la llei Megan de Nova Jersey). El 22 de maig de 2008, la congressista Linda T. Sánchez va presentar la llei HR 6123 com «Megan Meier Llei de Prevenció de l'assetjament cibernètic» per «esmenar el títol 18, Codi dels Estats Units, en relació amb el ciberacoso escolar».
Tina Meier va crear la Fundació Megan Meier, amb seu a Chesterfield (Missouri).
L'organització existeix per promoure «la consciència, l'educació i promoure un canvi positiu per als nens, pares i educadors en resposta a la contínua intimidació i l'assetjament cibernètic en els nostres fills ajusto quotidià».